# Elatostema tricuspe
Elatostema tricuspe är en nässelväxtart som beskrevs av H. Winkl.. Elatostema tricuspe ingår i släktet Elatostema och familjen nässelväxter. Inga underarter finns listade i Catalogue of Life.